# Aéroport de Francfort-sur-le-Main
Pour les articles homonymes, voir FRA.
L'aéroport de Francfort-sur-le-Main (en allemand : Flughafen Frankfurt Main) (code IATA : FRA • code OACI : EDDF), situé à Francfort-sur-le-Main, est le plus important aéroport allemand. Il est aussi le troisième aéroport d'Europe desservant le plus grand nombre de destinations internationales derrière l'aéroport de Londres-Heathrow et l'aéroport de Paris-Charles-de-Gaulle. Il est géré par la société Fraport AG, qui lui a donné son surnom, tandis que les mouvements de contestation de la période 1964-1984 lui valent l'autre surnom de Flughafen Frankfurt/Main AG.

## Histoire

### Années 1930
Inauguré en 1935 comme « Aéroport du Rhin et du Main et base aéronavale », il s'est développé pour devenir un des principaux aéroports du continent. L'aéroport comprend deux terminaux, reliés par une ligne de train automatique, le SkyLine, longue de deux kilomètres. La partie sud de l'aéroport était occupée jusqu'en décembre 2005 par la base américaine de l'United States Air Force de Rhein-Main Air Base. Le ravitaillement en carburant aviation est assuré par le réseau d'oléoducs en Centre-Europe de l'OTAN.

### Années 1960
Alors que l'aéroport n'est situé qu'à une dizaine de kilomètres seulement au sud du centre-ville, en 1964 est publié un projet détaillé menaçant la destruction d’un vaste territoire boisé de 350 hectares de forêt primaire, via la construction d'une troisième piste d'envol, la « Startbahn West ». Cette piste est rendue nécessaire car la capacité maximale de l'aéroport est quasiment atteinte. La première opposition naît immédiatement, en 1965, lorsqu’un pasteur fonde un des premiers comités de citoyens pour combattre le bruit aérien. Ce comité devient une association nationale dès 1967, tandis que les travaux du nouveau terminal ont débuté en 1966. Se mêlent à cette opposition à peu près tout le spectre social et professionnel de la ville, des jeunes étudiants anarchistes  aux politiquement modérés ou de la droite.

### Années 1970
Puis l'association « Action Rhin-Main contre la destruction de l'environnement » commence ses activités en 1970. Cette association sera, avec l'« Action Rhin-Ruhr », à l’origine de la fondation en 1972 du Bundesverband Bürgerinitiativen Umweltschutz (BBU), véritable Fédération nationale des « initiatives de citoyens » engagées dans la protection de l’environnement.
Le 11 mai 1972, trois bombes de forte puissance explosent au quartier général du 5e corps de l'armée américaine, dans la ville : un officier est tué, treize soldats sont blessés. Le commando Petra Schelm de la bande à Baader revendique l'attentat et trois semaines plus tard, le 1er juin, Andreas Baader, Holger Meins et Jan-Cart Raspe sont arrêtés dans la banlieue de Francfort. La troisième piste, que l’on sait pouvoir être utilisée par les avions de l’US Air Force, est une cible de choix des terroristes, même s'ils sont alors en perte de vitesse, avec une série d'arrestation et l'appel d'Heinrich Böll à se rendre, peu avant son prix Nobel de littérature. Pour le gouvernement allemand, pas question de renoncer au nouveau terminal, inauguré en 1972, mais qui restera finalement en sommeil du fait du premier choc pétrolier.
En 1978, le gouvernement local social-démocrate cède 300 hectares à la société de l'Aéroport de Francfort, qui commence ses premiers travaux de terrassement, passant par un déboisement.
En juillet 1978, le porte-parole du mouvement d’opposition à l’extension de l’aéroport s'implique électoralement, en prévision des élections locales du 8 octobre 1978: Alexander Schubart, dissident du SPD converti à l’écologie et haut responsable administratif de la ville de Francfort. Il est motivé car vient d'être fondé un groupe écologiste qui s’associe à l’antenne en Hesse d'une formation politique écologique d’orientation réformiste, pour former la Grüne Liste Hessen (GLH), menée par Alexander Schubart, où figure un court instant Daniel Cohn Bendit, qui exigea le Ministère de l'Intérieur. Mais cette Grüne Liste Hessen obtient seulement 1,1 % des suffrages, guère mieux que les 0,9 % de la Grüne Aktion Zukunft (GAZ) de droite, concurrente sur le terrain de l’écologie. À l’issue des élections, Joschka Fischer, leader local de l’extrême gauche, s’interroge sur « un radicalisme qui ne mène plus à rien, même pas à lui-même ».
En 1979, après de nombreuses manifestations, est décidée une occupation des terrains boisés propriétés de l’aéroport, puis la construction illégale d'une première hutte en bois au cœur de la forêt, tandis que 30 000 personnes signent une pétition de soutien. Autour du campement sont creusés des fossés protégés par des pics et autres obstacles, et des tranchées camouflées hérissées de clous aux pointes dressées.

### Années 1980
Le parti vert allemand est fondé le 13 janvier 1980 à Karlsruhe, mais ces Grunen ne sont pas encore implantés en Hesse. Le 28 octobre 1980, une centaine de manifestants en sit-in, bloquent une porte du Terminal 1 et Cohn Bendit tente de négocier avec le chef de la sécurité.
Aux élections de mars 1981, les partis de la coalition majoritaire en Hesse perdent jusqu'à 20 % des voix au profit des Verts et des alternatifs, dans les communes les plus menacées par le projet d'extension de l'aéroport. Le 21 octobre 1981, la police échoue à évacuer le campement, les opposants rassemblant plusieurs milliers de personnes et la contraignant à la retraite, mais le 2 novembre 1981, c'est la police anti-émeute qui réussit à se rendre maître du terrain et l'arrestation de nombreux récalcitrants. Comme 30 000 manifestants se sont regroupés, une cinquantaine d’entre eux sont appelés à la table des négociations.
Entre-temps, en avril 1984, la troisième piste est inaugurée, sans fanfare, malgré une grande manifestation proche de l’aéroport.
Francfort a construit également une quatrième piste, utilisée dans les deux sens, seulement pour les atterrissages; la piste 18/36 est quant à elle utilisée exclusivement pour les décollages en direction du sud (le sens nord, 36, n’est pas marqué et la bretelle d’accès est barrée), des installations aéroportuaires étant situées juste au nord du seuil de piste nord (marqué 18). Un accord a été conclu, dans le cas de l'agrandissement de l'aéroport, qui limite le trafic aérien sauf cas exceptionnel entre 23 heures et 5 heures.

## Statistiques
Le graphique qui aurait dû être présenté ici ne peut pas être affiché car il utilise l'ancienne extension Graph, désactivée pour des questions de sécurité. Des indications pour créer un nouveau graphique avec la nouvelle extension Chart sont disponibles ici.

Voir la requête brute et les sources sur Wikidata.

### Zoom sur l'impact du covid de 2019-2021
Le graphique qui aurait dû être présenté ici ne peut pas être affiché car il utilise l'ancienne extension Graph, désactivée pour des questions de sécurité. Des indications pour créer un nouveau graphique avec la nouvelle extension Chart sont disponibles ici.

Voir la requête brute et les sources sur Wikidata.

## Situation
| Berlin · Brandebourg EuroAirport Basel-Mulhouse-Freiburg Freiburg · City Brême Cassel Cologne · Bonn Dortmund Dresde Düsseldorf Erfurt Francfort-Hahn Francfort · sur-le-Main Friedrichshafen Hambourg Hanovre Heringsdorf Karlsruhe · Baden-Baden Leipzig Lübeck Memmingen Munich Münster · Osnabrück Nuremberg Paderborn · Lippstadt Rostock Sarrebruck Stuttgart Sylt Weeze Mannheim |

## Importance mondiale de l'aéroport

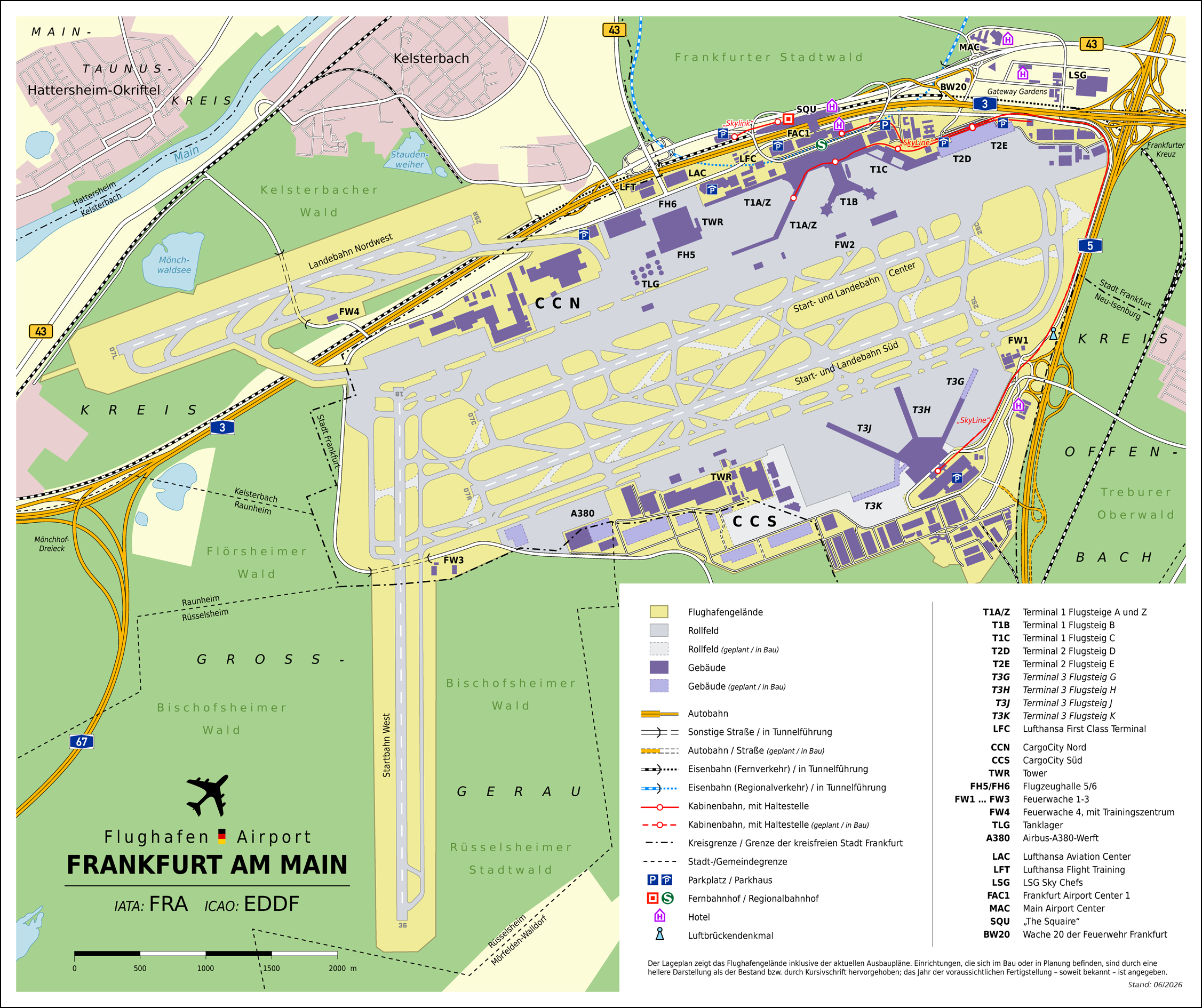
Plan de l'aéroport de Francfort, avec la nouvelle piste d'atterrissage (en haut à gauche), l'expansion du Terminal 1 (en haut à droite) et le nouveau Terminal 3 en construction (en bas à droite).

- En 2019, plus de 70 millions passagers y sont passés faisant de Francfort le 4e aéroport d'Europe après Londres Heathrow, Paris Charles-de-Gaulle et Amsterdam-Schiphol et le 15emondial quant au nombre de passagers[5].
- Francfort est l'aéroport desservant le plus grand nombre de destinations internationales. Près de 54 % des passagers étaient en correspondance (par comparaison 35 % à Heathrow, 32 % à Paris Charles de Gaulle et 42 % à Amsterdam-Schiphol).
- Pour ce qui est des mouvements, Francfort est le deuxième en Europe, avec 472 692 mouvements, se situant entre Charles de Gaulle (478 306) et Heathrow (471 938)[5].
- En volume de fret, il se situe au premier rang européen (2 094 453 tonnes de marchandises), juste devant Charles de Gaulle (2 069 200 tonnes)[5].

La Lufthansa compte pour 56,1 % des mouvements à FRA, transportant 59,3 % des passagers et 50,9 % du fret. Étant donné l'importance pour la Lufthansa, FRA est aussi un hub pour l'alliance de compagnies aériennes Star Alliance qui a son siège à Francfort.
75 000 personnes travaillent sur le domaine de l'aéroport (dont 13 000 pour l'opérateur Fraport AG), faisant de l'aéroport le principal employeur d'Allemagne à un seul endroit.

## Compagnies et destinations
| Compagnies                    | Destinations |
| ----------------------------- | --- |
| Aegean Airlines               | Athènes E.-Venizélos, Thessalonique-Makedonía En saison : Héraklion-N. Kazantzákis, |
| Aer Lingus                    | Dublin |
| Air Algérie                   | Alger-Houari-Boumédiène En saison : Oran-Ahmed-Ben-Bella |
| Air Astana                    | Noursoultan, Oural-Ak Zhol |
| airBaltic                     | Riga, Vilnius |
| Air Canada                    | Calgary, Montréal (P.-E.-Trudeau), Toronto (Pearson) En saison : Vancouver |
| Air China                     | Changchun, Chengdu-Tianfu, Pékin-Capitale, Shanghai-Pudong, Shenzhen-Bao'an |
| Air Dolomiti                  | - Florence-Peretola, - Innsbruck-Kranebitten, - Kalmar, - Linz-Horsching, - Milan-Linate, - Milan-Malpensa, - Turin S.-Pertini (Caselle), - Vérone - Villafranca |
| Air Europa                    | Madrid-Barajas |
| Air France                    | Paris-Charles de Gaulle |
| Air India                     | Delhi-Indira Gandhi |
| Air Malta                     | Malte |
| Air Moldova                   | Chișinău |
| Air Serbia                    | Belgrade-Nikola-Tesla |
| AJet                          | Ankara Esenboğa, Istanbul-S. Gökçen En saison : Antalya |
| All Nippon Airways            | Tokyo-Haneda |
| American Airlines             | Charlotte-Douglas, Dallas-Fort Worth |
| Asiana Airlines               | Séoul-Incheon |
| Austrian Airlines             | Vienne-Schwechat |
| Azores Airlines               | En saison : Ponta Delgada-Jean Paul II |
| Bamboo Airways                | Hanoï-Nội Bài, Hô Chi Minh Ville (Tân Sơn Nhất) |
| British Airways               | Londres-City, Londres-Heathrow |
| Brussels Airlines             | Bruxelles-National |
| Bulgaria Air                  | Sofia-Vrajdebna |
| Cathay Pacific                | Hong Kong |
| China Airlines                | Taïwan-Taoyuan |
| China Eastern Airlines        | Hangzhou-Xiaoshan, Shanghai-Pudong |
| China Southern Airlines       | Canton-Baiyun |
| Condor                        | - Cancún, - Erevan-Zvarnots, - Fuerteventura, - Giza, - Hangzhou-Xiaoshan, - Holguín-F. País, - Hurghada, - La Havane-José Martí, - Lanzarote-Arrecife, - Las Palmas/Gran Canaria, - Los Angeles, - Madère-C. Ronaldo, - Maurice-Sir Seewoosagur Ramgoolam, - Montego Bay-Donald Sangster, - New York-John F. Kennedy, - Paris-Charles de Gaulle, - Puerto Plata - Gregorio Luperón, - Punta Cana, - Saint-Domingue Las Américas, - Seattle-Tacoma, - Tbilissi-C. Roustavéli, - Ténériffe-Sud Reine Sofia, - Toronto (Pearson), - Varadero-J.-G.-Gómez En saison : - Agadir-Al Massira, - Akureyri, - Alicante-Elche, - Anchorage-T.-Stevens, - Antalya, - Baltimore-T. Marshall, - Bridgetown-Grantley-Adams, - Boston Logan, - Calgary, - Corfou-I. Kapodístrias, - Edmonton, - Egilsstaðir, - Fairbanks, - Faro, - Saint-Georges - Maurice-Bishop, - Halifax (Stanfield), - Héraklion-N. Kazantzákis, - Ibiza, - Jerez de la Frontera, - Johannesbourg OR Tambo, - Kalamata, - Kavala-Alexandre le Grand, - Kos, - La Canée I.-Daskaloyánnis, - La Havane-José Martí, - Lamezia Terme, - La Palma, - Larnaca, - Las Palmas/Gran Canaria, - Las Vegas-Harry-Reid, - Le Cap, - Mahé-Seychelles international, - Malaga-Costa del Sol, - Malé Velana, - Miami, - Minneapolis-Saint-Paul, - Mombasa-Moi, - Nice-Côte d'Azur, - Olbia-Costa Smeralda, - Palma de Majorque, - Phoenix-Sky Harbor, - Portland, - Prévéza-Aktion, - Rijeka, - Sámos-Aristarque, - San Antonio, - San Francisco, - Split, - Tobago, - Vancouver, - Whitehorse (E. Nielsen), - Zante D.-Solomós, - Zanzibar En saison charter : Abou Dabi |
| Corendon Airlines             | En saison : Antalya, Izmir-A. Menderes |
| Croatia Airlines              | Dubrovnik, Split, Zagreb-Pleso En saison : Pula, Zadar |
| Delta Air Lines               | Atlanta H.-Jackson, Détroit, New York-John F. Kennedy |
| Discover Airlines             | - Calgary, - Fort Myers, - Fuerteventura, - Hurghada, - Lanzarote-Arrecife, - Las Palmas/Gran Canaria, - Madère-C. Ronaldo, - Marrakech-Ménara, - Marsa Alam, - Orlando, - Philadelphie, - Tampa, - Ténériffe-Sud Reine Sofia, - Windhoek Hosea Kutako En saison: - Anchorage-T.-Stevens, - Antalya, - Bridgetown-Grantley-Adams, - Barcelone-El Prat, - Bari-Karol Wojtyła, - Bodrum-Milas, - Bourgas, - Corfou-I. Kapodístrias, - Djerba-Zarzis, - Dubrovnik, - Halifax (Stanfield), - Héraklion-N. Kazantzákis, - Ibiza, - Jerez de la Frontera, - Kavala-Alexandre le Grand, - Kos, - La Canée I.-Daskaloyánnis, - La Palma, - Las Vegas-Harry-Reid, - Maurice-Sir Seewoosagur Ramgoolam, - Minorque-Mahón, - Mombasa-Moi, - Monastir, - Montpellier-Méditerranée, - Mykonos, - Narvik/Harstad, - Palma de Majorque, - Porto Santo, - Prévéza-Aktion, - Punta Cana, - Rhodes-Diagoras, - Santorin, - Salt Lake City, - Skiathos-A. Papadiamándis, - Split, - Varna, - Victoria Falls, - Zadar, - Zante D.-Solomós, - Zanzibar En saison charter: Jönköping, La Romana-Casa de Campo, Savonlinna |
| EgyptAir                      | Le Caire |
| El Al                         | Tel Aviv - Ben Gourion |
| Emirates                      | Dubaï |
| Ethiopian Airlines            | Addis-Abeba Bole |
| Etihad Airways                | Abou Dabi |
| European Air Charter          | En saison charter: Bourgas, Varna |
| Eurowings                     | Priština |
| Finnair                       | Helsinki-Vantaa |
| Gulf Air                      | Manama-Bahreïn |
| HiSky                         | Bucarest-H. Coandă, Chișinău |
| Iberia                        | Madrid-Barajas |
| Icelandair                    | Reykjavik-Keflavík |
| Iran Air                      | Téhéran-Imam-Khomeini |
| Iraqi Airways                 | Bagdad, Souleimaniye |
| ITA Airways                   | Milan-Linate, Rome Léonard-de-Vinci/Fiumicino |
| Japan Airlines                | Tokyo-Narita |
| KLM                           | Amsterdam |
| Korean Air                    | Séoul-Incheon |
| Kuwait Airways                | Koweït |
| LATAM Brasil                  | São Paulo/Guarulhos |
| Lilliair                      | Klagenfurt |
| LOT Polish Airlines           | Varsovie-Chopin |
| Lufthansa                     | - Abuja-N. Azikiwe, - Addis-Abeba Bole, - Agadir-Al Massira, - Alger-Houari-Boumédiène, - Alicante-Elche, - Almaty, - Amman-Reine-Alia, - Amsterdam, - Athènes E.-Venizélos, - Atlanta H.-Jackson, - Austin-Bergstrom, - Bakou-H. Aliyev, - Bâle-Mulhouse, - Bangalore-Kempegowda, - Bangkok-Suvarnabhumi, - Barcelone-El Prat, - Bari-Karol Wojtyła, - Belfast-G. Best, - Belgrade-Nikola-Tesla, - Bergen, - Berlin-Brandebourg, - Beyrouth-Rafic Hariri, - Bilbao, - Billund, - Birmingham, - Bogota-El Dorado, - Bologne-Borgo Panigale, - Bombay-Chhatrapati-Shivaji, - Bordeaux-Mérignac, - Boston Logan, - Brême, - Bristol , - Bruxelles-National, - Bucarest-H. Coandă, - Budapest-Ferenc Liszt, - Buenos Aires-Ezeiza, - Cancún, - Casablanca-Mohammed-V, - Catane-Fontanarossa, - Madras (Chennai), - Chicago-O'Hare, - Chișinău, - Cluj-Napoca, - Copenhague-Kastrup, - Cracovie-Jean-Paul II, - Dallas-Fort Worth, - Delhi-Indira Gandhi, - Denver, - Détroit, - Dresde, - Dubaï, - Dublin, - Düsseldorf, - Édimbourg, - Erevan-Zvarnots, - Faro, - Friedrichshafen-Bodensee, - Madère-C. Ronaldo, - Gdańsk-L. Wałęsa, - Glasgow, - Göteborg, - Graz-Thalerhof, - Hambourg-H.-Schmidt, - Hanovre, - Helsinki-Vantaa, - Hong Kong, - Houston-George Bush, - Hyderabad-R. Gandhi, - Istanbul, - Johannesbourg OR Tambo, - Katowice-Pyrzowice, - Lagos-Murtala Muhammed, - Lambert-Saint Louis, - Larnaca, - Le Caire, - Le Cap - Leipzig/Halle, - Lisbonne-H. Delgado, - Liverpool-J.-Lennon, - Ljubljana-Jože Pučnik, - Londres-City, - Londres-Gatwick, - Londres-Heathrow, - Los Angeles, - Luanda-Quatro de Fevereiro, - Luxembourg-Findel, - Lyon-Saint-Exupéry, - Madrid-Barajas, - Malabo, - Malaga-Costa del Sol, - Malé Velana, - Malte, - Manchester, - Marseille-Provence, - Mexico-B. Juárez, - Miami, - Milan-Linate, - Milan-Malpensa, - Minneapolis-Saint-Paul, - Mombasa-Moi, - Munich-F. J. Strauß, - Münster/Osnabrück, - Mascate, - Nagoya-Chūbu, - Nairobi-J. Kenyatta, - Nankin, - Nantes-Atlantique, - Naples-Capodichino, - Newark-Liberty, - Newcastle, - New York-John F. Kennedy, - Nice-Côte d'Azur, - Noursoultan, - Nuremberg-A. Dürer, - Orlando, - Oslo-Gardermoen, - Palerme Falcone-Borsellino, - Palma de Majorque, - Pampelune, - Paris-Charles de Gaulle, - Pékin-Capitale, - Philadelphie, - Port Harcourt-International, - Porto-F. Sá-Carneiro, - Poznań (Posnanie)-H. Wieniawski, - Prague-Václav-Havel, - Raleigh-Durham, - Reykjavik-Keflavík, - Riga, - Riyad-roi Khaled, - Rome Léonard-de-Vinci/Fiumicino, - Rzeszów, - Salzbourg-W. A. Mozart, - San Francisco, - San José-J. Santamaría, - São Paulo/Guarulhos, - Sarajevo-Butmir, - Seattle-Tacoma, - Séoul-Incheon, - Séville-San Pablo, - Shanghai-Pudong, - Shenyang, - Singapour-Changi, - Skopje, - Sofia-Vrajdebna, - Stavanger, - Stockholm-Arlanda, - Strasbourg, - Stuttgart, - Sylt-Westerland, - Tallinn, - Téhéran-Imam-Khomeini, - Tel Aviv - Ben Gourion, - Thessalonique-Makedonía, - Timişoara-T. Vuia, - Tirana-Mère-Teresa, - Tokyo-Haneda, - Toronto (Pearson), - Toulouse-Blagnac, - Trieste/Frioul, - Tunis-Carthage, - Turin S.-Pertini (Caselle), - Valence, - Vancouver, - Varsovie-Chopin, - Venise - Marco Polo, - Vienne-Schwechat, - Vilnius, - Washington-Dulles, - Wrocław-N. Copernic, - Zagreb-Pleso, - Zanzibar, - Zurich En saison : - Bastia-Poretta, - Biarritz-Pays Basque, - Cagliari, - Cork, - Dubrovnik, - Héraklion-N. Kazantzákis, - Heringsdorf, - Ibiza, - Ivalo, - Kos, - Kuusamo, - Maurice-Sir Seewoosagur Ramgoolam, - Minorque-Mahón, - Montréal (P.-E.-Trudeau), - Mykonos, - Olbia-Costa Smeralda, - Oviédo-Asturies, - Paphos, - Ponta Delgada-Jean Paul II, - Pula, - Rijeka, - Rhodes-Diagoras, - Saint-Jacques-de-Compostelle, - Santorin, - Split, - Tivat, - Tromsø, - Zadar |
| MIAT Mongolian Airlines       | En saison : Oulan-Bator-Gengis Khan (nouveau) |
| Middle East Airlines          | Beyrouth-Rafic Hariri |
| Nouvelair                     | En saison : Djerba-Zarzis, Monastir, Tunis-Carthage |
| Oman Air                      | Mascate |
| Pegasus Airlines              | Ankara Esenboğa, Antalya, Istanbul-S. Gökçen En saison : Izmir-A. Menderes |
| Play                          | Reykjavik-Keflavík |
| Qatar Airways                 | Doha-Hamad |
| Royal Air Maroc               | Casablanca-Mohammed-V, Nador |
| Royal Jordanian               | Amman-Reine-Alia |
| Saudia                        | Djeddah - Roi-Abdelaziz, Riyad-roi Khaled En saison : Médine-Prince M. Bin Abdulaziz |
| Scandinavian Airlines         | Copenhague-Kastrup, Oslo-Gardermoen, Stockholm-Arlanda |
| Singapore Airlines            | New York-John F. Kennedy, Singapour-Changi |
| Sky Express                   | Athènes E.-Venizélos |
| SriLankan Airlines            | Colombo-Bandaranaike |
| SunExpress                    | - Adana-Sakirpasa, - Ankara Esenboğa, - Antalya, - Dalaman, - Gazipaşa-Alanya, - Izmir-A. Menderes En saison : Diyarbakır, Malatya Erhaç (tr), Ordu-Giresun, Samsun-Çarşamba |
| Swiss International Air Lines | Genève-Cointrin, Zurich |
| TAP Air Portugal              | Lisbonne-H. Delgado |
| TAROM                         | Bucarest-H. Coandă |
| Thai Airways                  | Bangkok-Suvarnabhumi |
| TUI Airways                   | En saison: Londres-Gatwick, Manchester |
| TUI fly Deutschland           | - Fuerteventura, - Hurghada, - Lanzarote-Arrecife, - Las Palmas/Gran Canaria, - Marsa Alam, - Rabil, - Sal-A. Cabral, - Ténériffe-Sud Reine Sofia En saison : - Corfou-I. Kapodístrias, - Dalaman, - Faro, - Héraklion-N. Kazantzákis, - Jerez de la Frontera, - Kos, - Larnaca, - Madère-C. Ronaldo, - Minorque-Mahón, - Palma de Majorque, - Áraxos, - Rhodes-Diagoras |
| Tunisair                      | Djerba-Zarzis, Monastir, Tunis-Carthage |
| Turkish Airlines              | Istanbul En saison : - Adana-Sakirpasa, - Ankara Esenboğa, - Antalya, - Elâzığ, - Gaziantep-Oğuzeli, - Antioche, - Izmir-A. Menderes, - Kayseri-Erkilet, - Ordu-Giresun |
| Turkmenistan Airlines         | Achgabat |
| United Airlines               | - Chicago-O'Hare, - Denver, - Houston-George Bush, - Newark-Liberty, - San Francisco, - Washington-Dulles |
| Uzbekistan Airways            | Tachkent |
| Vietnam Airlines              | Hanoï-Nội Bài, Hô Chi Minh Ville (Tân Sơn Nhất) |

Édité le 05/01/2019. Actualisé le 23/03/2023.

## Accessibilité

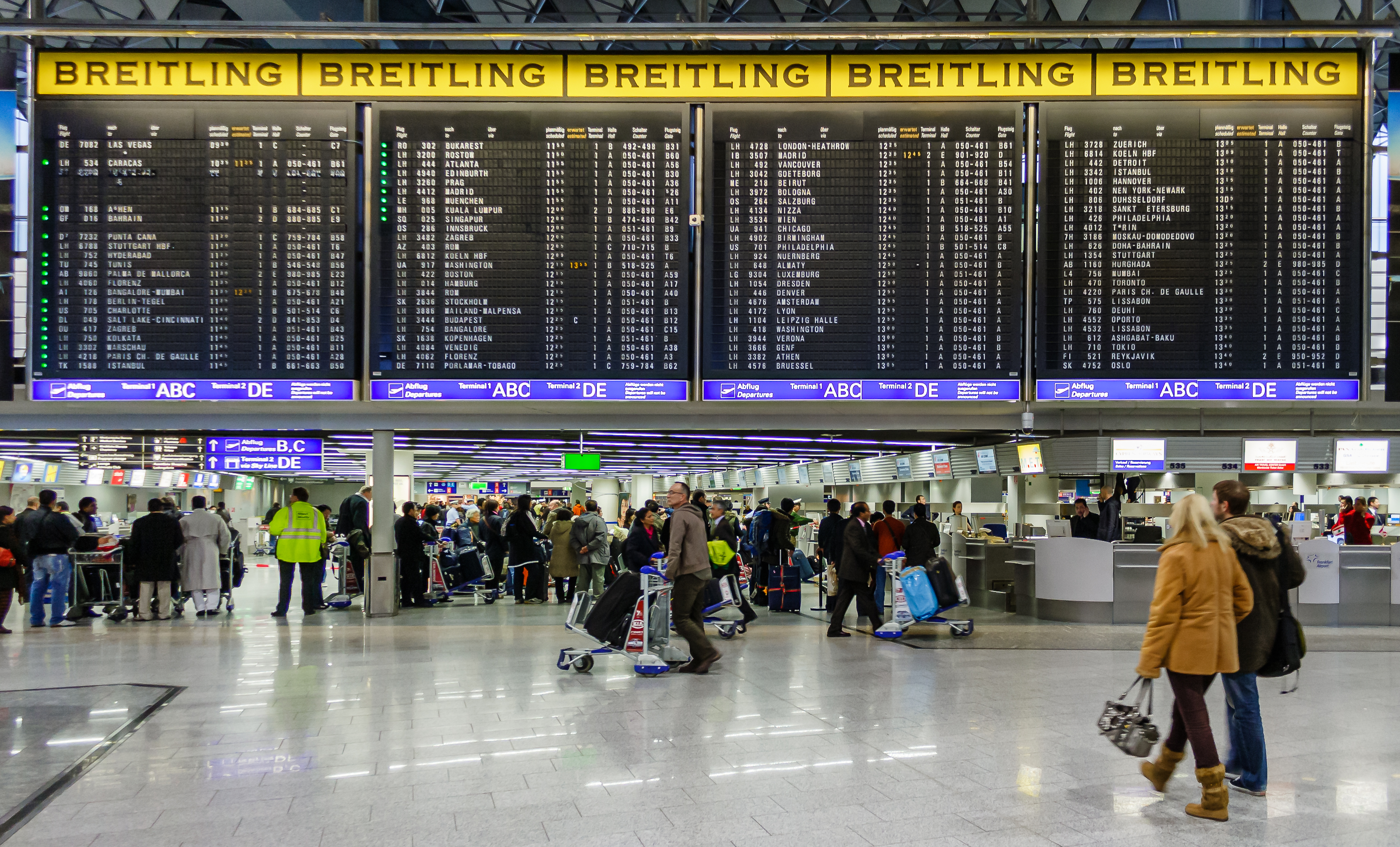
L'afficheur à palettes et l'enregistrement (passager) à l'aéroport de Francfort-sur-le-Main. Janvier 2009.

L'aéroport se situe à 13 kilomètres au sud-ouest du centre-ville de Francfort-sur-le-Main.

### Voiture
Par voiture, il se trouve au croisement de l'A3 (Cologne-Nuremberg) et de l'A5 (Hambourg-Bâle).

### Train

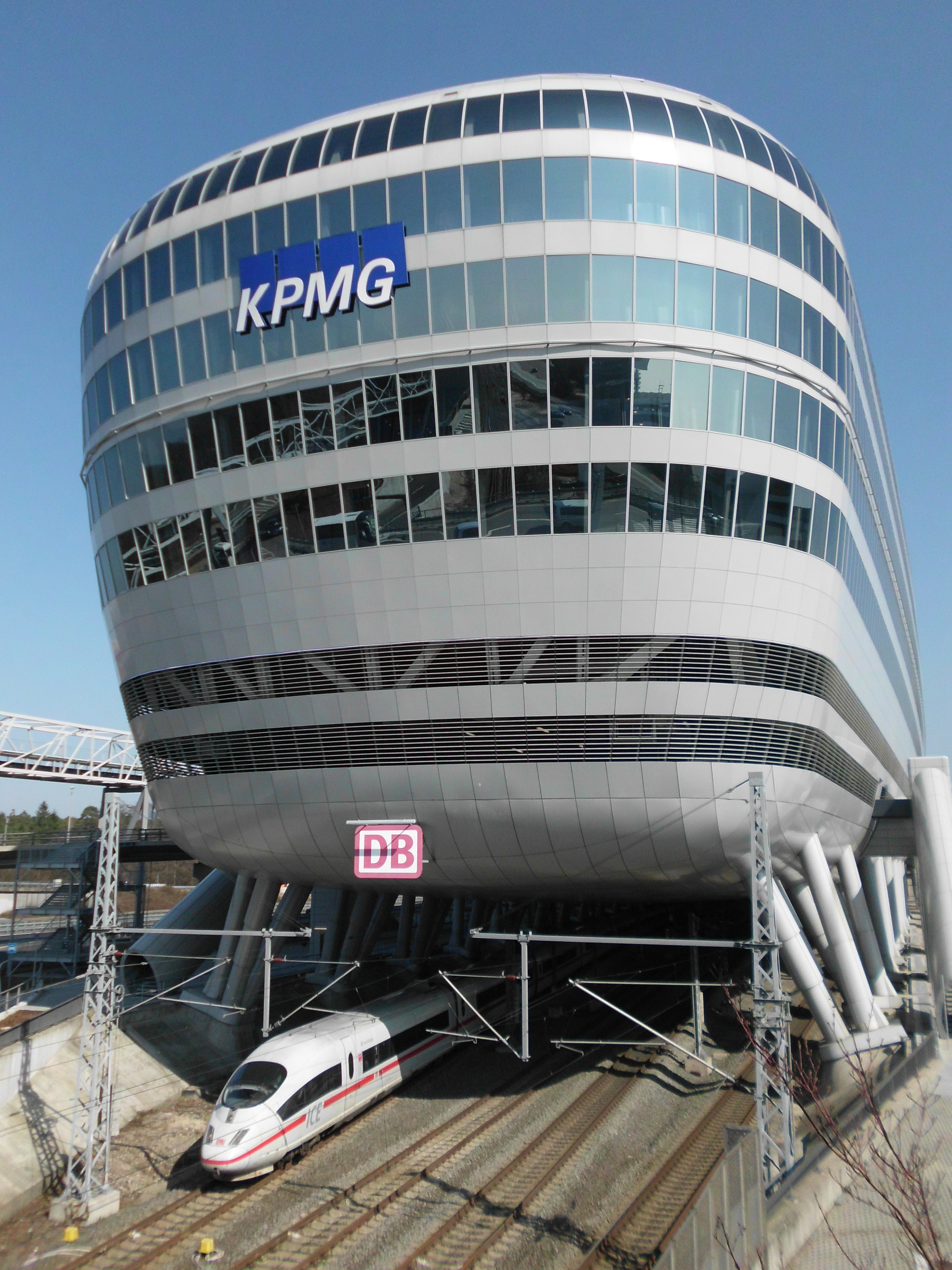
Gare de l'aéroport sous The Squaire avec ICE 3.

En train, pour se rendre au centre-ville depuis la gare régionale de l'aéroport, on peut prendre le réseau express régional avec les S-Bahn S8 et S9 mettant le centre de la ville à 11 minutes (avec une fréquence aux heures de pointe de 4 par heure). Pour les trajets longue distance, la gare ferroviaire de l'aéroport se situe à côté du terminal 1 avec des destinations comme Amsterdam, Bruxelles, Berlin, Cologne, Munich, Hambourg ou Bâle.

### Bus
Lufthansa ayant l'aéroport de Francfort comme hub, elle opère également sa propre compagnie de bus : Lufthansa Express. Ces bus transportent des passagers ayant un billet d'avion Lufthansa depuis certaines villes allemandes proches de l'aéroport, ainsi que depuis Strasbourg, en France. Pour les destinations plus lointaines en Allemagne, la compagnie aérienne exploite, en coopération avec la Deutsche Bahn, des trains qui amènent les passagers directement au terminal 1.